# Tricellina
Tricellina là một chi nhện trong họ Micropholcommatidae.